# Ankylopteryx (Ankylopteryx) basalis
Ankylopteryx (Ankylopteryx) basalis is een insect uit de familie van de gaasvliegen (Chrysopidae), die tot de orde netvleugeligen (Neuroptera) behoort. 
Ankylopteryx (Ankylopteryx) basalis is voor het eerst wetenschappelijk beschreven door Kimmins in 1952.